# Pes mort (exercici)

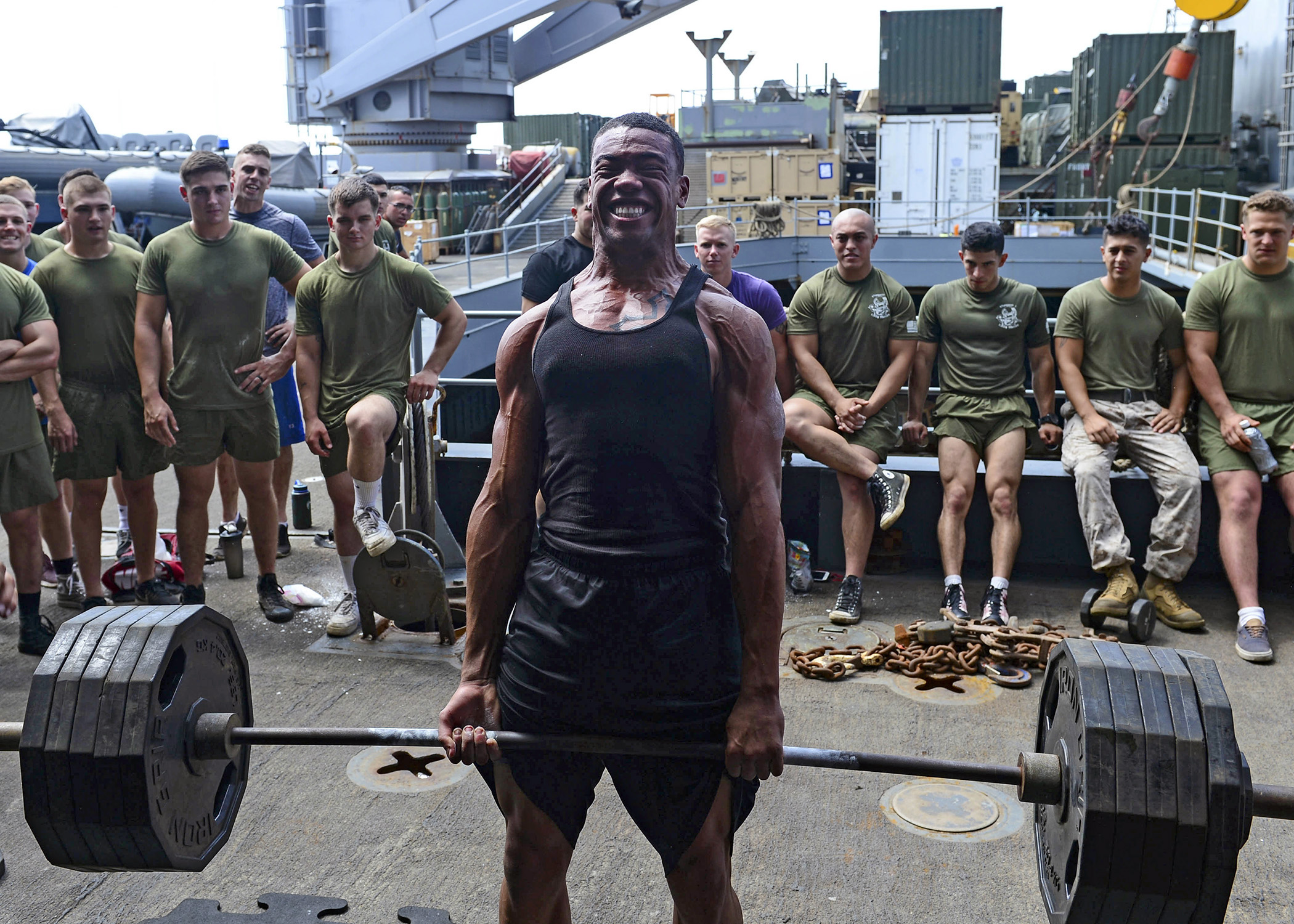
Home aixecant un pes mort

En entrenament de la força i fitness, el pes mort o estirada de terra és un exercici en el qual s'aixeca una barra fins a l'altura del maluc, tot mantenint el tors perpendicular a terra, i seguidament es torna a baixar. Juntament amb l'esquat i la pressió sobre banc, és un dels tres exercicis d'aixecament amb potència. Activa molts músculs del cos, incloent-hi els de l'abdomen, l'esquena, les cames, els braços i el maluc. En homes, es considera que una repetició màxima igual a 1,75 vegades el pes corporal representa un nivell intermedi.